# Alexandra Gripenberg
Alexandra Gripenberg, znana również jako Alexandra van Grippenberg (ur. 30 sierpnia 1857 w Kurkijoki, Finlandia, zm. 24 grudnia 1913) – fińska autorka, działaczka społeczna, dziennikarka, feministka, pisarka, polityk, publicystka.
Założyła pierwszą zarejestrowaną organizację praw kobiet w Finlandii, Stowarzyszenie Fińskich Kobiet (Suomen Naisyhdistys) w Helsinkach w 1884 roku. W latach 1887–1888 podróżowała do Wielkiej Brytanii i Stanów Zjednoczonych, by obserwować działalność tamtejszych ruchów kobiecych. Od 1893 do 1899 roku była skarbniczką Międzynarodowej Rady Kobiet.
Gdy Finki wywalczyły prawo wyborcze dla kobiet w Finlandii, Gripenberg w 1906 roku została jedną z pierwszych kobiet wybranych do fińskiego parlamentu. Gripenberg należała do konserwatywnej Fińskiej Partii (Suomalainen Puolue), dziewięć innych kobiet, które dostały się do parlamentu należało do Socjaldemokratycznej Partii Finlandii.